# Patricio Marín Díaz
Patricio Martín Díaz, conegut pel nom artístic Patricio Marín Díaz   (La Caleta, 9 de febrer de 1993), és un cantant canari.

## Biografia
Va néixer el 9 de febrer de 1993 i és originari de La Caleta, una localitat de l'illa de El Hierro, Illes Canàries, on ha viscut durant tota la seva infància. En 2011, va començar a estudiar el Grau en Comunicació Audiovisual en la Universitat de Salamanca, on també va estudiar un màster.
Va publicar la seva primera maqueta en 2011. La seva cançó Nuestra playa eres tú, composta amb Jorge Pérez Quintero y Borja Jiménez Mérida («Bejo») per a la pel·lícula Maktub va ser nominada al premi a la millor cançó original als XXVI Premis Goya. Amb Bejo i Eugenio Fernández Cano («Uge») integra el grup Locoplaya.
Al començament de 2017, va llançar el seu primer treball com a solista, un EP titulat El reguetón está pa allá, que va incloure cançons que va escriure i va produir el mateix amb el segell discogràfic Warner Music Spain. Aquest EP va fer que es donés a conèixer com a solista a nivell local. A mitjan mateix any, al costat d'altres cançons de Locoplaya, va llançar el seu primer àlbum d'estudi sota el títol de Don Papaya, de les quals van destacar les cançons «La Papaya» i «Caribe Mix 93».
Després d'un període d'inactivitat,, Don Patricio treu el senzill «Enchochado de ti», publicat el 25 de desembre de 2018. La cançó, primera entrada del cantant en la llista de PROMUSICAE, es va convertir en un èxit, convertint-se en el número 3 a Espanya, sent el primer top 10 del cantant i el seu top 3 en general.
El seu segon senzill en col·laboració amb Cruz Cafuné, «Contando lunares», va ser publicat el 27 de gener de 2019 a través del segell discogràfic Warner Music Rècords, configurant-se com primer senzill del segon àlbum d'estudi del raper. La cançó de seguida es va convertir en tot un èxit, aconseguint entrar ràpidament en les la llista de PROMUSICAE, on va aconseguir la seva entrada en el lloc número 67 la setmana de l'1 al 7 de febrer de 2019. Escalant llocs, durant la seva sisena setmana es va convertir en el número 1 de les llistes del país, posició que va ocupar durant tres setmanes. Finalment, Comptant Lunars va ser la cançó més escoltada de 2019. Compta amb 6 discos de platí, 122 milions de reproduccions en YouTube i 176 milions d'escoltes a spotify.
El 31 de juliol de 2019 va treure la cançó «Lola Bunny», en col·laboració amb Lola Índigo.

## Discografia
Àlbums d'estudi
- Don Papaya (2017).
- La dura vida del joven rapero (2019).

EPs
- El reguetón está pa allá (2017).

Senzills
- 22:23 (2019).
- Comunicado de prensa (2019).
- En otra historia (2020).
- Contando Lunares (feat. Anitta & Rauw Alejandro) [Remix] (2020).
- Y a mí qué? (2020).

Col·laboracions
- 2019: «Lola Bunny» (amb Lola Índigo), 1 disco de platino.
- 2019: «Benicàssim (Summer Series 2) (cançó)» (amb Juancho Marqués i InnerCut).
- 2019: «Jugando (canción)» (amb Recycled J i Selecta).
- 2020: «Don Patricio: Bzrp Music Sessions, Vol. 25 (cançó)» (amb Bizarrap).
- 2020: "Boogieman (Remix)" amb Ghali